# Чемпіонат Хмельницької області з футболу 1991
Чемпіонат Хмельницької області з футболу 1991 — чемпіонат Хмельницької області з футболу, який тривав з квітня по жовтень 1991 року.

## Команди-учасниці
У Чемпіонат Хмельницької області з футболу 1991 взяли участь 14 команд:
| Команда       | Місто                    | Місце в попер. ч-ті |
| ------------- | ------------------------ | ------------------- |
| «Вікторія»    | смт. Білогір'я           |                     |
| «Горинь»      | м. Ізяслав               |                     |
| «Дністер»     | смт. Стара Ушиця         |                     |
| «Енергія»     | м. Хмельницький          |                     |
| «Збруч»       | м. Волочиськ             |                     |
| «Корчагінець» | м. Шепетівка             |                     |
| «Нива»        | м. Летичів               |                     |
| «Папірник»    | смт. Понінка             |                     |
| «Протон»      | м. Нетішин               |                     |
| «Случ»        | м. Красилів              |                     |
| «Сокіл»       | с. Соколівка             |                     |
| «Термопласт»  | м. Хмельницький          |                     |
| «Цементник»   | м. Кам'янець-Подільський |                     |
| «Цукровик»    | с. Вишнівчик             |                     |

### Підсумкова таблиця
| М   | Клуб          | Пм | Н  | Пр | М'ячі | О  |
| --- | ------------- | -- | -- | -- | ----- | -- |
| 1.  | «Збруч»       | 20 | 4  | 2  | -     | 44 |
| 2.  | «Случ»        |    |    | 2  | 69-7  | 43 |
| 3.  | «Нива»        |    |    |    | -     | 36 |
| 4.  | «Цементник»   |    |    |    | -     | 34 |
| 5.  | «Протон»      |    |    |    | -     | 29 |
| 6.  | «Папірник»    |    |    |    | -     | 27 |
| 7.  | «Корчагінець» |    |    |    | -     | 25 |
| 8.  | «Сокіл»       |    |    |    | -     | 23 |
| 9.  | «Термопласт»  |    |    |    | -     | 22 |
| 10. | «Горинь»      |    | 10 |    | -     | 21 |
| 11. | «Дністер»     |    |    | 16 | -     | 17 |
| 12. | «Цукровик»    |    |    | 16 | -     | 17 |
| 13. | «Енергія»     |    |    | 16 | -     | 16 |
| 14. | «Вікторія»    |    |    | 18 | -     | 16 |

## Джерело
- Севастьянов С. // Місцевий футбол прогресує // "Футбольний Вісник". — 1991. — № 5. — С. 2.